# کیاراوال چنتراله
کیاراوال چنتراله (به ایتالیایی: Chiaravalle Centrale) یک کومونه در ایتالیا است که در استان کاتانزارو واقع شده‌است.

## خصوصیات
کیاراوال چنتراله ۲۳٫۳ کیلومترمربع مساحت و ۵٬۸۷۷ نفر جمعیت دارد و ۵۴۵ متر بالاتر از سطح دریا واقع شده‌است.